# Юлдашева, Ойшахон
Ойшахон Юлдашева (узб. Oyshaxon Yoʻldosheva; 1927 год, Узбекистанский район, Ферганская область, Узбекская ССР) — звеньевая колхоза «Кзыл — Куяш» Янги-Юльского района, Ташкентская область, Узбекская ССР. Герой Социалистического Труда (1949).

## Биография
Родилась в 1930 году в крестьянской семье в одном из сельских населённых пунктов Джуркурганского района. С 1943 года трудилась рядовой колхозницей, звеньевой комсомольско-молодёжного полеводческого звена в колхозе «Кзыл — Куяш» (позднее — имени Ленина) Янги-Юльского района.
В 1948 году звено под её руководством собрало в среднем с каждого гектара по 832 центнера сахарной свеклы. Указом Президиума Верховного Совета СССР от 18 мая 1949 года удостоена звания Героя Социалистического Труда с вручением ордена Ленина и золотой медали «Серп и Молот».
С 1952 года — член КПСС. С 1964 года — председатель Мингутского сельсовета. В 1969 году окончила Ташкентский сельскохозяйственный институт.
Дальнейшая судьба неизвестна.